# سی برایت، نیوجرسی
سی برایت (به انگلیسی: Sea Bright) شهری در ایالت نیوجرسی کشور ایالات متحده آمریکا است که جمعیت آن در سرشماری سال ۲۰۱۰ میلادی، ۱٬۴۱۲ نفر بوده‌است.

## نگارخانه

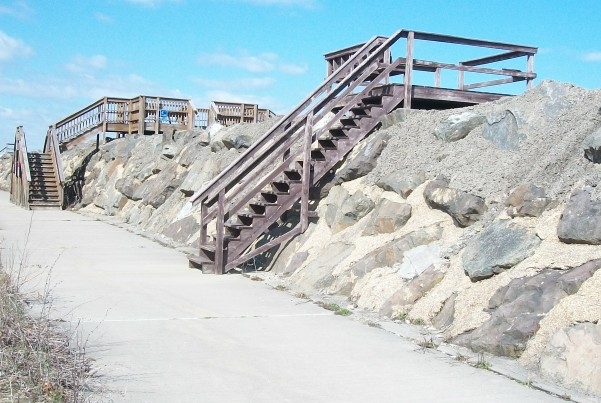
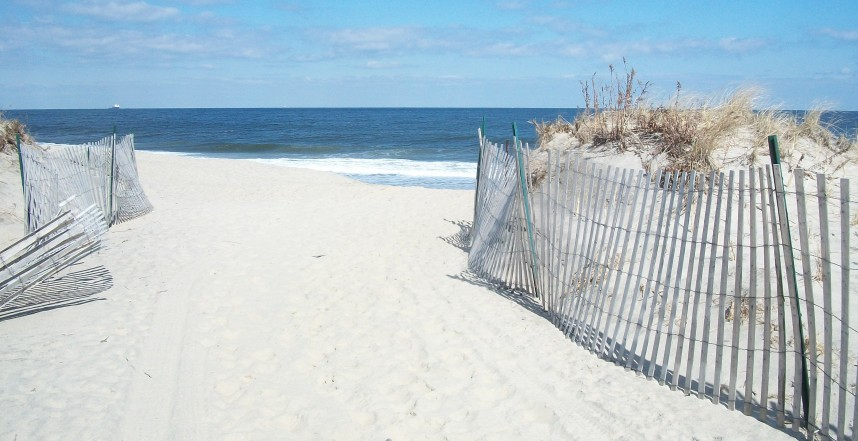
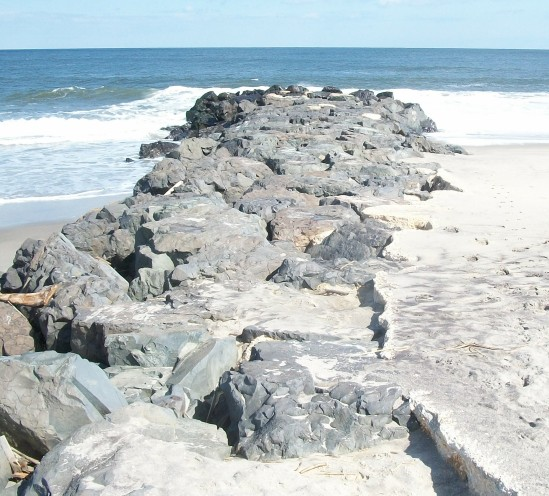
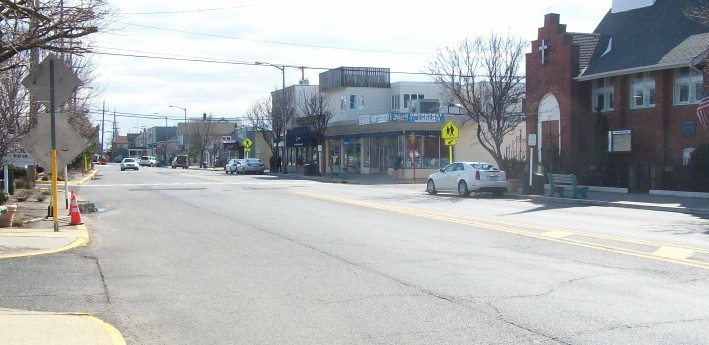
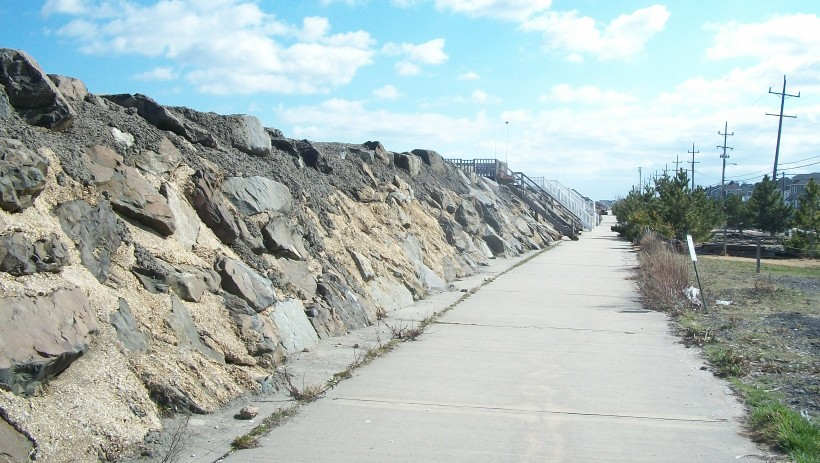
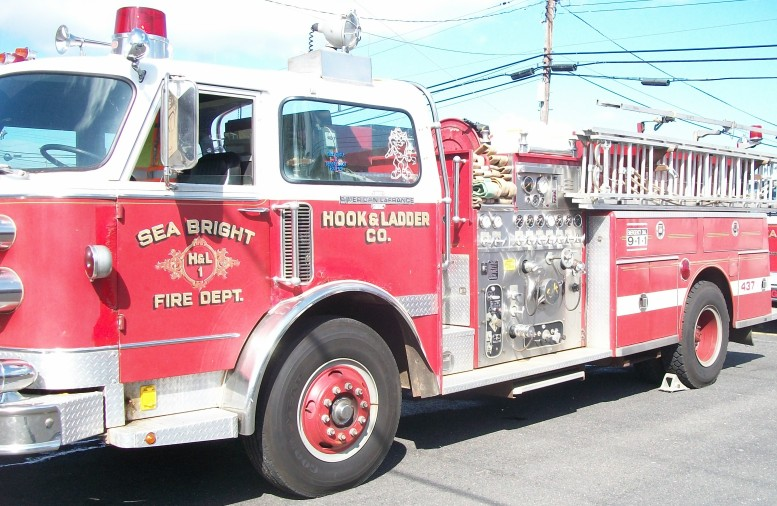